# Jakow Slepienkow
Jakow Zacharowicz Slepienkow (ros. Яков Захарович Слепенков, ur. 29 października?/11 listopada 1910 we wsi Szelakowo w obwodzie pskowskim, zm. 13 sierpnia 1968 w Rydze) – radziecki lotnik wojskowy, generał major lotnictwa, Bohater Związku Radzieckiego (1943).

## Życiorys
Urodził się w rodzinie robotniczej. Skończył 7 klas, pracował w kołchozie i w zakładzie morskim w Kronsztadzie, od 1928 służył w Armii Czerwonej, od 1931 należał do WKP(b). W lipcu 1929 ukończył Wojskowo-Teoretyczną Szkołę Lotników w Leningradzie, a w 1930 I Wojskową Szkołę Lotników im. Miasnikowa w miejscowości Kacza na Krymie, w której następnie był instruktorem i dowódcą klucza, 1936-1939 studiował w Wojskowej Akademii Powietrznej im. Żukowskiego. Następnie służył w Zarządzie Sił Powietrznych radzieckiej Marynarki Wojennej, 1939-1940 uczestniczył w wojnie z Finlandią, a od września 1941 w wojnie z Niemcami jako szef sztabu 62 mieszanego pułku lotniczego specjalnego przeznaczenia Sił Powietrznych Marynarki Wojennej, od stycznia do marca 1942 był dowódcą-dublerem tego pułku, potem dowódcą 21 pułku lotnictwa myśliwskiego 8 Dywizji Lotnictwa Bombowego, walczył w składzie Sił Powietrznych Floty Bałtyckiej. Do października 1942 według oficjalnych danych wykonał 90 lotów bojowych i stoczył 10 walk powietrznych, w których strącił 9 samolotów wroga.
W czerwcu 1943 został szefem inspekcji lotniczej Zarządu Przysposobienia i Formowania Głównego Zarządu Sił Powietrznych, w czerwcu 1944 zastępcą dowódcy, a w listopadzie 1944 dowódcą 9 Dywizji Lotnictwa Szturmowego Sił Powietrznych Floty Bałtyckiej. Według jednych danych wykonał 157 lotów bojowych i stoczył 20 walk powietrznych, w których strącił osobiście 13 samolotów, a 5 w grupie, według innych danych odniósł łącznie 11 zwycięstw, a według M. Bykowa miał na koncie tylko 5 potwierdzonych zwycięstw. Po wojnie został wykładowcą oficerskich kursów akademickich, od sierpnia 1946 pracował w Sztabie Generalnym, od maja 1949 do lutego 1951 był attaché wojskowym, morskim i lotniczym przy Ambasadzie ZSRR w Rumunii, a od lutego 1951 do listopada 1953 starszym inspektorem Inspekcji Lotnictwa Głównej Inspekcji Sił Wojskowo-Morskich. Od listopada 1953 do kwietnia 1955 dowodził 60 Dywizją Lotnictwa Myśliwskiego Sił Powietrznych 4 Floty na Morzu Bałtyckim, potem został zastępcą dowódcy Sił Powietrznych tej floty na Bałtyku, 8 sierpnia 1955 otrzymał stopień generała majora lotnictwa. Od stycznia 1957 do listopada 1958 był dowódcą samodzielnego Nadbałtyckiego Korpusu Obrony Przeciwlotniczej, później zastępcą dowódcy samodzielnej Dalekowschodniej Armii Obrony Przeciwlotniczej, od lipca 1960 do lipca 1961 zastępcą dowódcy 2 samodzielnej Armii Obrony Przeciwlotniczej, potem został zwolniony do rezerwy. Jego imieniem nazwano ulicę w Newlu.

## Odznaczenia
- Złota Gwiazda Bohatera Związku Radzieckiego (22 lutego 1943)[1]
- Order Lenina (dwukrotnie, 1943 i 1953)
- Order Czerwonego Sztandaru (sześciokrotnie, 1942, 1942, 1942, 1948, 1953 i 4 czerwca 1955)
- Order Suworowa III klasy (1945)
- Order Czerwonej Gwiazdy (1944)
- Medal „Za zasługi bojowe” (1940)

I inne.